# Santiago Aragón Martínez
Santiago Aragón Martínez (Màlaga, Andalusia, 3 d'abril de 1968), és un exfutbolista andalús, que jugava com a migcampista.

## Biografia
Santiago Aragón es va formar com futbolista en les categories inferiors del Reial Madrid i va ser en múltiples ocasions internacional amb les seleccions espanyoles juvenils. En 1986 va donar el salt al Castella, el conjunt filial de Segona Divisió.
En la campanya següent va poder debutar en Primera Divisió, el 16 d'abril de 1988, en la jornada 33, davant el Celta de Vigo a Balaídos. Va disputar el partit complet i ambdós equips van obtindre un empat sense gols. L'entrenador del conjunt madridista era l'neerlandès Leo Beenhakker, que eixe any va aconseguir el títol de Lliga.
A partir d'ací va començar a ser cedit a altres equips, on va passar amb més pena que glòria. La temporada 88/89 va jugar a l'Espanyol, amb el qual només va disputar 8 partits de Lliga, i en la 89/90, va estar en el C.D. Logroñés, amb el qual va jugar 23 partits, marcant 3 gols. El conjunt de La Rioja va signar una bona campanya, quedant 7é en la classificació.
El Reial Madrid va decidir repescar a Santi Aragón. En aquest moment es va fer famós en el futbol pel gol que li va marcar a Andoni Zubizarreta des del centre del camp, en un partit de la Supercopa d'Espanya davant el Futbol Club Barcelona. Després, en el campionat de Lliga, només va participar en 17 partits, en els quals va marcar un gol. No obstant això, el Reial Madrid el va tornar a cedir, aquesta vegada al Reial Valladolid, amb el qual no li va anar massa bé, ja que només va jugar 17 partits (3 gols) i el seu equip va baixar de categoria.
A la temporada 92/93 va ser cedit al Reial Saragossa amb una opció de compra. Va participar en deu partits i va col·locar dos gols. El primer, en el seu debut amb el conjunt blanc, front el Tenerife: una jugada excepcional que va finalitzar amb una excel·lent vaselina.
Donat el seu bon rendiment, es va guanyar la confiança de l'entrenador, Víctor Fernández, i l'equip aragonès es va fer amb els seus drets definitivament per a la campanya següent. I aquí va arribar la confirmació de Santiago Aragón. En la temporada 93/94 va esdevenir el cervell d'un Reial Saragossa que va enlluernar, guanyant la Copa del Rei i quedant 3r en Lliga. L'equip feia un futbol ofensiu i vistós, i sens dubte, Aragón era qui creava joc i posava qualitat en el centre del camp. Va jugar 34 partits de Lliga i va marcar 7 gols (5 de penalt).
Ja en la 94/95 es va consolidar com un dels millors migcentres organitzadors de la lliga. El seu nivell va ser excepcional, i l'equip va assolir el títol més important de la seva història: la Recopa. Especialment memorable el gol que va marcar al Chelsea FC a Londres.
A partir d'aquest moment, tant l'equip com molts jugadors, entre ells Aragón, van tenir una gran davallada, i en la 95/96 van quedar a la meitat de taula, en la 13a posició, molt més baix de l'esperat. I encara es van passar més problemes en la 96/97, en una nefasta primera volta de Lliga amb el Saragossa en llocs de descens, que va dur a la destitució de l'entrenador. No obstant això, amb l'arribada de Luis Costa l'equip va funcionar i va tornar a finalitzar a la meitat de taula.
La temporada 97/98 li va costar entrar en l'equip, sobretot per problemes amb les lesions. Així i tot, va jugar 26 partits i va marcar 5 gols. Especialment bonic un de falta directa a El Molinón davant l'Sporting de Gijón.
Amb l'arribada de Txetxu Rojo a la banqueta saragossana, Aragó va tornar a tenir confiança i l'equip va fer una excepcional campanya en la 99/00, quedant 4t. Arran d'això va començar el seu decreixement com futbolista, i en la següent temporada només va participar en 12 partits, encara que va alçar la seva segona Copa del Rei i es van passar dificultats per a mantenir la categoria en Lliga. La posterior va ser la 01/02, amb el descens a Segona Divisió. I finalment, la seva última temporada com professional va ser la 02/03, en la qual el Reial Saragossa va pujar de nou a primera divisió. Aragón va començar la temporada com a titular i deixant veure que la seva qualitat anava massa sobrada en la categoria. No obstant això, a mitjan temporada va perdre el lloc en detriment de Constantin Galca, que havia arribat per petició expressa de l'entrenador, Paco Flores.
Una vegada retirat, va començar la seva carrera com a entrenador dirigint a l'Infantil de segon any del Reial Saragossa el 2004, i la temporada següent va dur al mateix grup de jugadors en categoria Cadet de primer any. A la temporada 2007/2008, va començar a treballar com a responsable d'activitats esportives de la Fundació Reial Saragossa, càrrec que va abandonar per passar a ser el segon entrenador del primer equip després de la destitució de Víctor Fernández, com ajudant d'Ander Garitano. No obstant això, la dimissió d'aquest pocs dies després del seu nomenament va suposar la seva tornada al treball en l'esmentada Fundació.

## Trajectòria

### Carrera com a jugador
- Castella CF (1986-1988)
- Real Madrid CF (1987-1988)
- RCD Espanyol (1988-1989)
- CD Logroñés (1989-1990)
- Real Madrid CF (1990-1991)
- Reial Valladolid (1991-1992)
- Reial Saragossa (1992-2003)

### Carrera com a entrenador
- Reial Saragossa Infantil A (2004-2005)
- Reial Saragossa Cadete B (2005-2006)
- Reial Saragossa Primer equip (200), com a ajudant d'entrenador.

## Palmarès
- Recopa d'Europa - Reial Saragossa (1995)
- Copa del Rei - Reial Saragossa (1994)
- Copa del Rei - Reial Saragossa (2001)
- Supercopa d'Espanya - Reial Madrid (1990)